# Aloe nyeriensis
Aloe nyeriensis là một loài thực vật có hoa trong họ Măng tây. Loài này được Christian & I.Verd. mô tả khoa học đầu tiên năm 1952.

## Hình ảnh

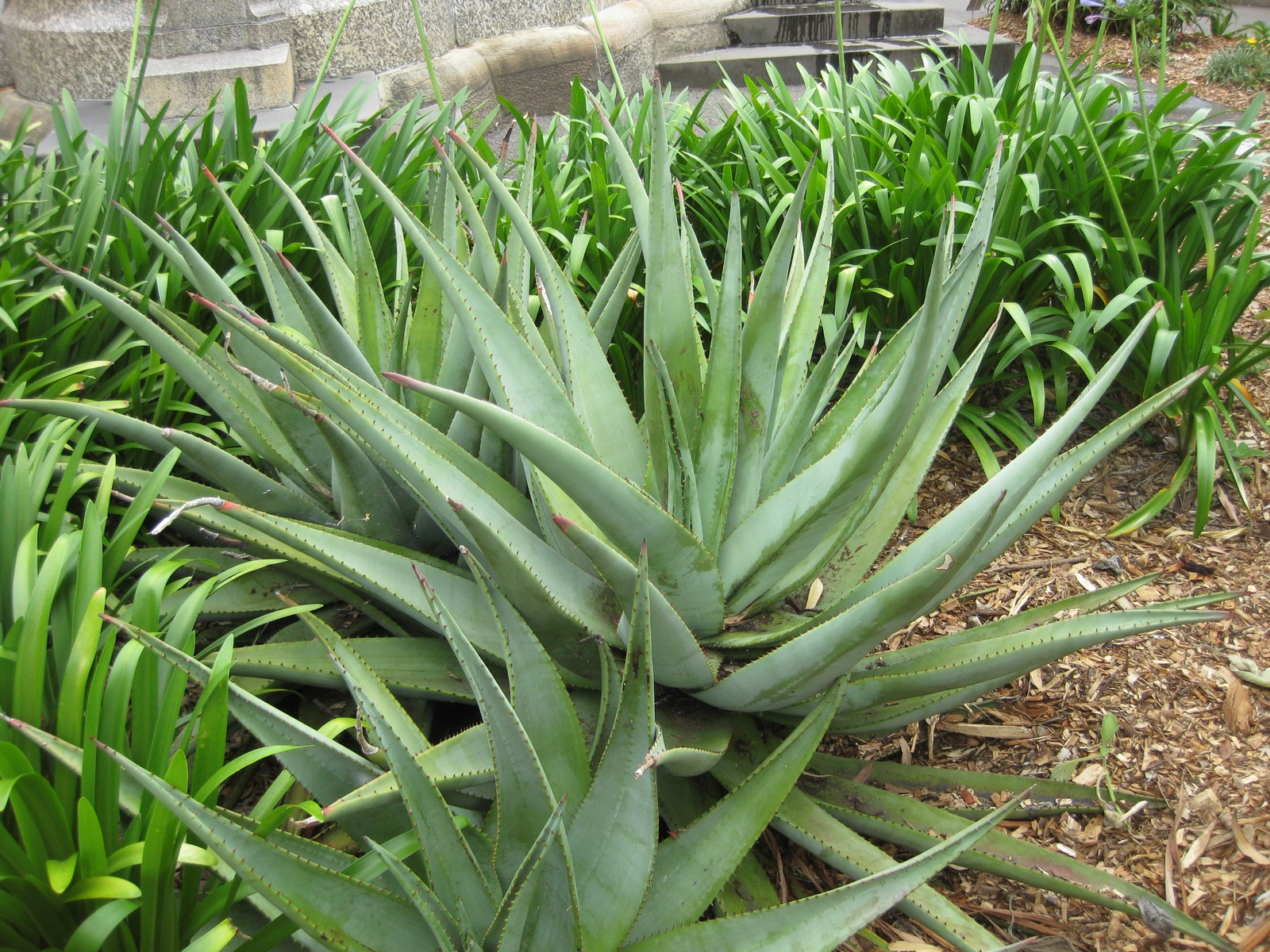
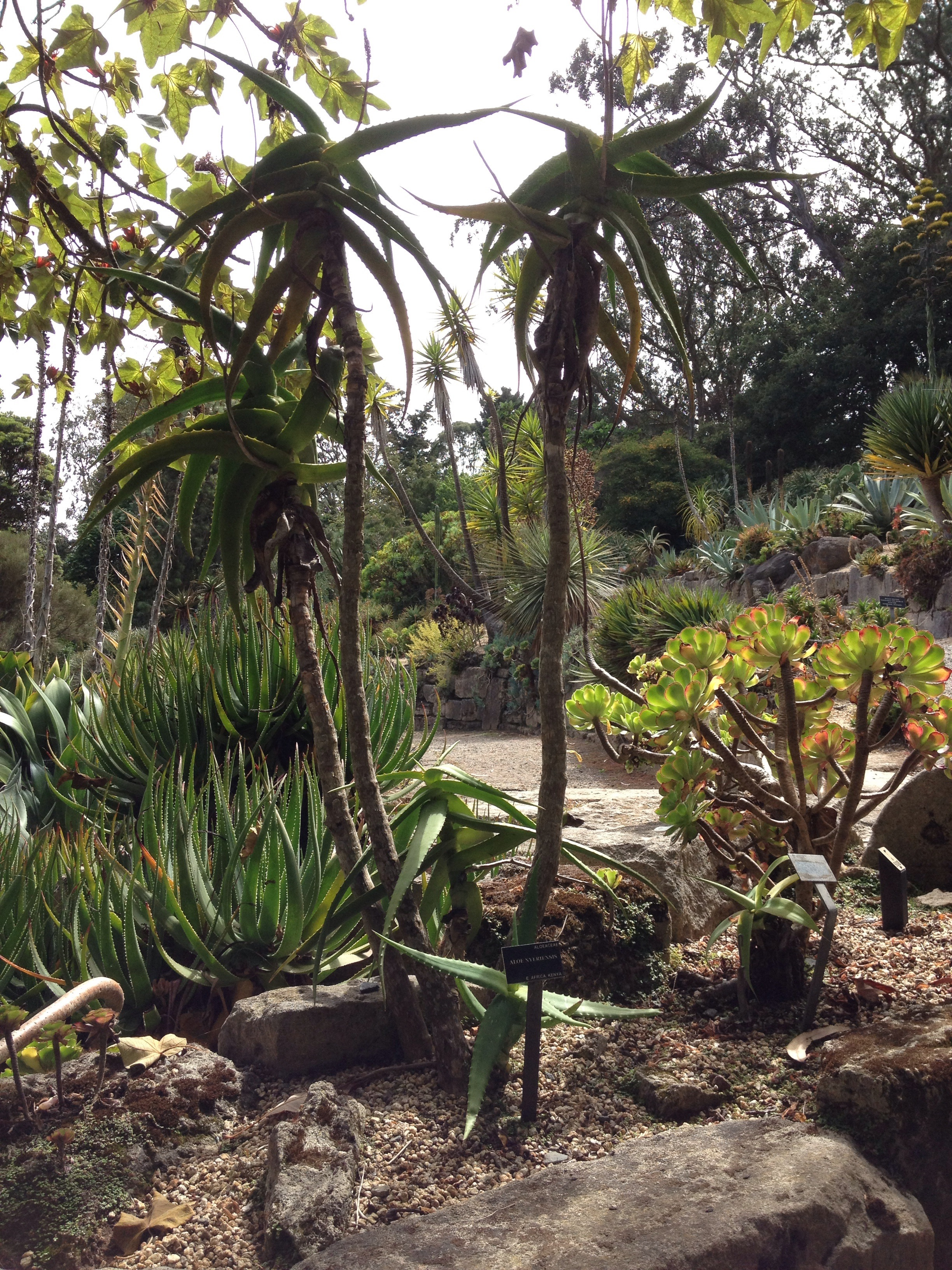
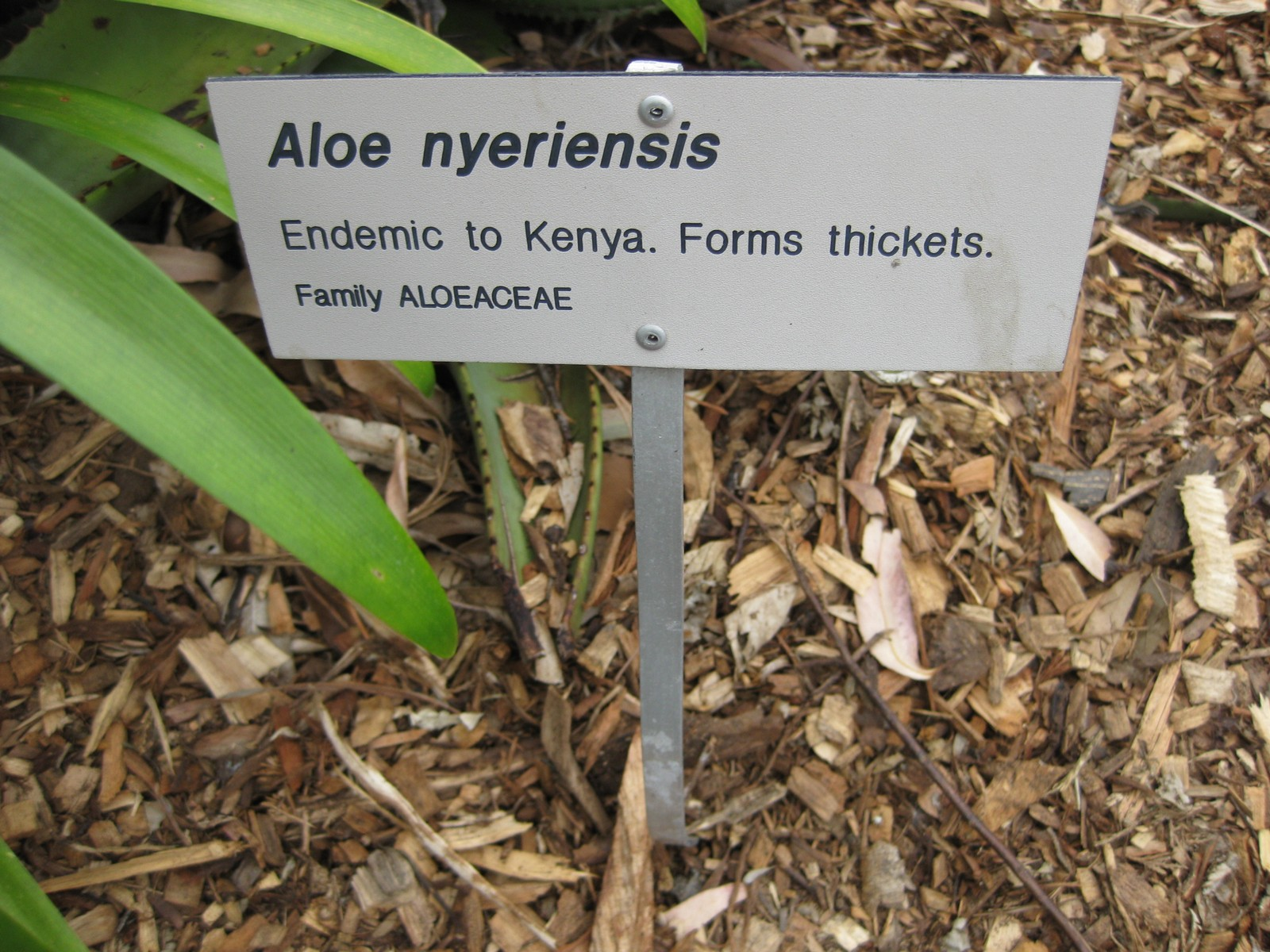